# Каргарджам, Акбар
Акбар Каргарджам (перс. اکبر کارگرجم‎; род. 26 декабря 1944, Тегеран) — иранский футболист, защитник.

## Карьера

### Клубная карьера
Во взрослом футболе дебютировал в 1967 году в составе клуба «Рах Ахан», за который выступал на протяжении двух сезонов.
В 1969 году присоединился к команде клуба «Эстегляль», где играл на протяжении следующих семи сезонов. В составе команды дважды становился чемпионом Ирана в сезонах 1970/71 и 1974/75. Вместе с командой также одержал победу в финале Лиги чемпионов АФК в 1970 году.
Завершил карьеру футболиста в 1976 году.

### Карьера в сборной
В 1971 году дебютировал в официальных матчах в составе национальной сборной Ирана. В 1972 года вместе со сборной одержал победу на Кубке Азии в Таиланде, которая стала второй в истории национальной команды. В том же году принял участие на футбольном турнире летних Олимпийских игр.
Всего в составе сборной принял участие в 30 матчах, забив один гол.

## Достижения
«Эстегляль»
- Победитель Лиги чемпионов АФК: 1970
- Чемпион Ирана: 1970/71, 1974/75